# Jacob Bennet
Jacob Erland Fredrik Bennet, född 5 september 1868 i Tävelsås församling, Kronobergs län, död 12 maj 1951 i Örtofta församling, Malmöhus län, var en svensk friherre, officer och godsägare. 
Efter officersexamen 1888 blev Bennet underlöjtnant vid Skånska dragonregementet i Ystad samma år, löjtnant 1896, ryttmästare 1905 och placerades i regementets reserv 1907. Han var ordförande i styrelsen för Skånska lantmännens centralförening, Skånska lantmännens arbetsgivareförening och Skånes betodlares centralförening. Han var ägare av Örtofta och Slättängs gårdar i Örtofta socken och intog en central gestalt inom det skånska jordbrukets ledande organisationer. Han var ordförande i Skånska lantmännens arbetsgivarorganisation 1904–1937 och var ordförande i Svenska lantarbetsgivarföreningen och Skånska betodlares förening samt vice ordförande i Svenska lantmännens riksförbund. Bennet var även ordförande i Lantbruksveckan 1911–1946 och var från 1911 ledamot av Lantbruksakademien.
Bennet var en av initiativtagarna till Landskrona-Kävlinge-Sjöbo Järnväg.